# Thangalur
Thangalur es una ciudad censal situada en el distrito de Thrissur en el estado de Kerala (India). Su población es de 4587 habitantes (2011). Se encuentra a 16 km de Thrissur y a 87 km de Cochín.

## Demografía
Según el censo de 2011 la población de Thangalur era de 4587 habitantes, de los cuales 2248 eran hombres y 2339 eran mujeres. Poomangalam tiene una tasa media de alfabetización del 93,80%, inferior a la media estatal del 94%: la alfabetización masculina es del 93,10%, y la alfabetización femenina del 94,48%.